# Geotrupes stercorarius
El escarabajo estercolero (Geotrupes stercorarius)  es una especie de coleóptero de la familia Geotrupidae.

## Distribución geográfica
Habita en Europa y el norte del Oriente Próximo.

## Etimología
Del griego antiguo ἡ γῆ γῆς |gē̃| ‘tierra’ y ἡ τρῦπα τρύπης |trỹpa| ‘agujero perforado&#8217: «[insecto] que agujerea la tierra» + latín stercŏrārĭus -a -um ‘relativo al estiércol’, derivado del neutro stercus -ŏris ‘estiércol’.